# Zitti e buoni
«Zitti e buoni» (укр. Замовкніть і поводьтеся добре) — пісня італійського рок-гурту «Måneskin», яка здобула перемогу на музичному фестивалі «Санремо-2021» та на Євробаченні 2021, завдяки чому стала відомою в усьому світі.

## Опис
Спочатку пісня була баладою, написаною ще у 2016 році, але з часом була змінена на рок-версію. Текст пісні являє собою критику, що спрямована на старше покоління, яке не цінує та не розуміє молодих, сучасних людей, та пропозицію не опускати голову й бути найкращою версією себе.
Як зазначають Wiwibloggs, текст «Zitti e buoni» — це «маніфест для тих, хто хоче цінувати свою унікальність».

## Євробачення
Пісня представляла Італію на пісенному конкурсі «Євробачення-2021» після того, як її обрали на музичному фестивалі «Санремо-2021». Оскільки Італія входить до так званої «великої п'ятірки», пісня автоматично потрапила до фіналу, який відбувся 22 травня 2021 року в центрі «Ahoy» у Роттердамі, Нідерланди. Деякі слова пісні були змінені між фестивалем «Санремо» та «Євробаченням» через ненормативну лексику. Пісня перемогла в конкурсі набравши 524 бали. Під час повторного виступу гурт виконав безцензурну версію пісні. Співак колективу Дам'яно Давід зазначив під час виступу: «Ми просто хочемо сказати всій Європі, усьому світу, що рок-н-рол ніколи не вмирає!».

## Чарти
| Чарт (2021)                   | Найвища позиція |
| ----------------------------- | --------------- |
| Global Excl. U.S. (Billboard) | 106             |
| Італія (FIMI)                 | 2               |
| Литва (AGATA)                 | 22              |
| Швейцарія (Media Control AG)  | 57              |

## Сертифікати
| Регіон                                                      | Сертифікація  | Продажі |
| ----------------------------------------------------------- | ------------- | ------- |
| Італія (FIMI)                                               | 2× Платиновий | 140 000 |
| продажі+прослуховування, що базуються лише на сертифікаціях |               |         |

## Історія релізу
| Країна   | Дата              | Формат                                    | Лейбл                    | Ref.   |
| -------- | ----------------- | ----------------------------------------- | ------------------------ | ------ |
| Італія   | 3 березня 2021 р. | Contemporary hit radio                    | Sony Music Entertainment | [ 15 ] |
| Варіації | 3 березня 2021 р. | Цифрова дистрибуція, потокове відтворення | Sony Music Entertainment | [ 16 ] |